# Liste der Kulturdenkmäler in Schalkenbach
In der Liste der Kulturdenkmäler in Schalkenbach sind alle Kulturdenkmäler der rheinland-pfälzischen Ortsgemeinde Schalkenbach einschließlich der Ortsteile Obervinxt und Untervinxt aufgeführt. Im Ortsteil Mittelvinxt sind keine Kulturdenkmäler ausgewiesen. Grundlage ist die Denkmalliste des Landes Rheinland-Pfalz (Stand: 12. Juni 2023).

## Einzeldenkmäler
| Bezeichnung                                 | Lage                                               | Baujahr                     | Beschreibung                                                                              | Bild                                    |
| ------------------------------------------- | -------------------------------------------------- | --------------------------- | ----------------------------------------------------------------------------------------- | --------------------------------------- |
| Wegekreuz                                   | Schalkenbach, Dorfstraße                           | 1714                        | Wegekreuz, Nischentyp, bezeichnet 1714                                                    | Direkt Bild zu diesem Denkmal hochladen |
| Katholische Kapelle St. Johannes der Täufer | Schalkenbach, Schulstraße, gegenüber Nr. 1 Lage    | 1748                        | Saalbau, bezeichnet 1748                                                                  | weitere Bilder Fotos hochladen          |
| Grabkreuz                                   | Schalkenbach, nördlich des Ortes                   | 18. Jahrhundert             | Grabkreuz, reliefiert, 18. Jahrhundert                                                    | Direkt Bild zu diesem Denkmal hochladen |
| Wegekreuz                                   | Schalkenbach, östlich des Ortes                    | 18. Jahrhundert             | Wegekreuz, 18. Jahrhundert                                                                | Direkt Bild zu diesem Denkmal hochladen |
| Wegekreuz                                   | Schalkenbach, östlich des Ortes                    | 1667                        | Wegekreuz, bezeichnet 1667                                                                | Direkt Bild zu diesem Denkmal hochladen |
| Waldgut Schirmau                            | Schalkenbach, südlich des Ortes Lage               | Anfang des 20. Jahrhunderts | Hofgut, Anfang des 20. Jahrhunderts; Fachwerkhaus, 18. Jahrhundert                        | weitere Bilder Fotos hochladen          |
| Grabkreuze                                  | Schalkenbach, südwestlich des Ortes                | 19. und 20. Jahrhundert     | drei Grabkreuze, 19. und 20. Jahrhundert                                                  | Direkt Bild zu diesem Denkmal hochladen |
| Kreuz                                       | Schalkenbach, südwestlich des Ortes                | 1666                        | Kreuzfragment, bezeichnet 1666                                                            | Direkt Bild zu diesem Denkmal hochladen |
| Hofanlage                                   | Obervinxt, Karweg 4 Lage                           | 19. Jahrhundert             | Hofanlage; zwei Fachwerkhäuser, teilweise massiv; gusseisernes Grabkreuz, 19. Jahrhundert | weitere Bilder Fotos hochladen          |
| Kapelle Maria Königin des Friedens          | Untervinxt, Hardtstraße Lage                       | 19. Jahrhundert             | kleiner Saalbau, eventuell aus dem 19. Jahrhundert                                        | weitere Bilder Fotos hochladen          |
| Wegekreuz                                   | Untervinxt, Hardtstraße Lage                       | 1800                        | Wegekreuz, 1800                                                                           | BW                                      |
| Grabkreuz                                   | Untervinxt, nördlich des Ortes; Flur Fusbüsch Lage | 1661                        | Grabkreuz, bezeichnet 1661                                                                | BW                                      |